# Дециметр
Дециметр (дм) — одиниця довжини, яка дорівнює одній десятій долі метра.
У Міжнародній системі одиниць (SI) — частинна одиниця вимірювання довжини, рівна 10 см. Позначення: в Україні — «дм», міжнародне — «dm».
Співвідношення з іншими одиницями: 1 дм = 0,1 м = 10 см = 100 мм.